# Chichimeca-jonaz
Los chichimecas-jonaz (o, simplemente, jonaces) son una etnia indígena que vive en los estados de Guanajuato y San Luis Potosí en México. En Guanajuato, esta etnia mora en la comunidad de La Misión, municipio de San Luis de la Paz. Se denominan a sí mismos Uza.
En el censo general del año 2000, realizado por el Instituto Nacional de Estadística, Geografía e Informática (Inegi), había una población de 2641 indígenas que hablaban el idioma jonaz. De estos, 1433 hablantes vivían en Guanajuato y 1208 hablantes, en San Luis Potosí.
Su lengua pertenece a la subrama pameana del grupo oto-pameana, rama de la familia oto-mangueana. La lengua vigente más cercana al Jonaz es el Pame.

## Historia
Antes de la llegada de los españoles, los chichimecas-jonaz merodeaban más al este, pero con el tiempo se fueron moviendo al oeste, hasta llegar a la Sierra Gorda del noreste de Guanajuato.
Después de la Conquista española del imperio azteca y de la colonización española de América, lucharon contra los españoles y contra los indios cristianizados en la Guerra Chichimeca, junto a los pames, otomíes y otros pueblos chichimecas en la provincia de Sonora y de Sinaloa dentro de las Provincias Internas. Sin embargo, viendo su superioridad, se refugiaron en lo profundo de la sierra, logrando así su supervivencia.